# Баскан (Татарстан)
Баскан — деревня в Мамадышском районе Татарстана. Входит в состав Катмышского сельского поселения.

## География
Находится в 1 км от реки Берсут, в 52 км к западу от города Мамадыша.

## История
Известна с 1724 года. До 1860-х годов жители относились к сословию государственных крестьян. Их основные занятия в этот период — земледелие и скотоводство.
В «Списке населенных мест по сведениям 1859 года», изданном в 1866 году, населённый пункт упомянут как казённая деревня Баскан 2-го стана Мамадышского уезда Казанской губернии. Располагалась при речке Берсуте, по правую сторону 2-го Чистопольского торгового тракта, в 47 верстах от уездного города Мамадыша и в 21 версте от становой квартиры в казённой деревне Ахманова (Ишкеево). В деревне, в 75 дворах жили 517 человек (247 мужчин и 270 женщин), была мечеть.
В начале XX века здесь действовали мектеб, крупообдирка, 3 мелочные лавки. В этот период земельный надел сельской общины составлял 975,8 десятин.
До 1920 года деревня входила в Нижне-Суньскую волость Мамадышского уезда Казанской губернии. С 1920 года в составе Мамадышского кантона ТАССР. С 10 августа 1930 года в Мамадышском, с 10 февраля 1935 года в Кзыл-Юлдузском, с 26 марта 1959 года в Мамадышском районах.
В 1931 году в деревне был организован колхоз, в 1993 году был реорганизован в коллективное предприятие «Татарстан», с 2002 года сельскохозяйственный производственный кооператив «Татарстан».

## Население
| 1782 | 1859 | 1897 | 1920 | 1926 | 1938 | 1949 | 1958 | 1970 | 1979 | 1989 | 2002 | 2010 | 2017 |
| ---- | ---- | ---- | ---- | ---- | ---- | ---- | ---- | ---- | ---- | ---- | ---- | ---- | ---- |
| 62   | 517  | 633  | 733  | 664  | 648  | 454  | 430  | 459  | 389  | 300  | 256  | 272  | 243  |

Национальный состав села — татары.

## Экономика
Жители занимаются молочным скотоводством, пчеловодством.

## Инфраструктура
В деревне действуют библиотека, фельдшерско-акушерский пункт, клуб (с 2013 г., все в здании многофункционального центра).

## Религия
Мечеть (с 2010 г.).

## Известные люди
- Р. С. Абдуллина (р. 1949) — языковед, кандидат филологических наук.